# Värmland tartomány
Värmland Svédország egyik történelmi tartománya Közép-Svédországban. Szomszédai: Västergötland, Närke, Västmanland és Dalsland és Dalarna tartományok, valamint Norvégia.

## Megye
A tartomány a megye területén fekszik.

## Történelem
1971 előtt feltérképezett városok:
- Arvika (1911)
- Filipstad (1611)
- Hagfors (1950)
- Karlskoga (1940)
- Karlstad (1584)
- Kristinehamn (1642)
- Säffle (1951)

## Földrajz
- Legmagasabb hegycsúcs: Granberget – 7 01 méter
- Legnagyobb tó: Vänern-tó

## Címer
A címert 1560-ban, I. Vasa Gusztáv temetésekor kapta, 1567-ben újratervezték. A tartomány hercegség is, ezért hercegi korona is látható a címeren.